# Aeródromo María Dolores

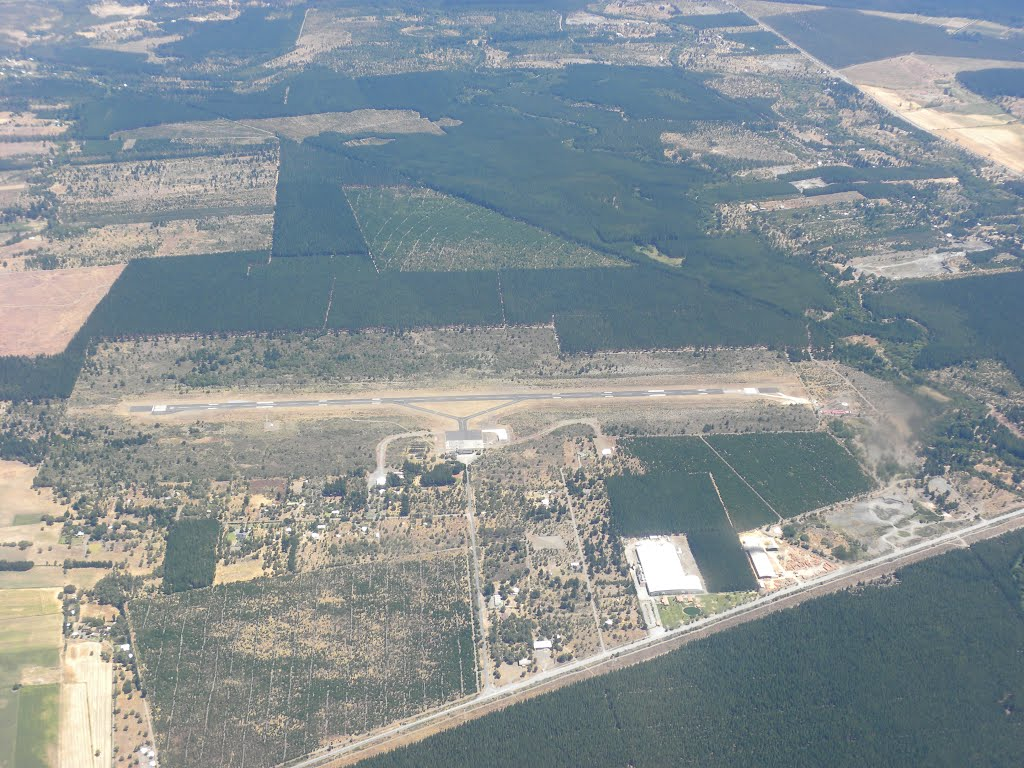
Vista Aérea Aeródromo María Dolores

El Aeródromo María Dolores es un terminal aéreo que se encuentra ubicado a 5 kilómetros al noroeste de la ciudad de Los Ángeles, Chile. Tiene una elevación de 114 metros por sobre el nivel del mar y una pista de asfalto de 1800 metros de largo por 35 metros de ancho. Este aeródromo es de carácter público.

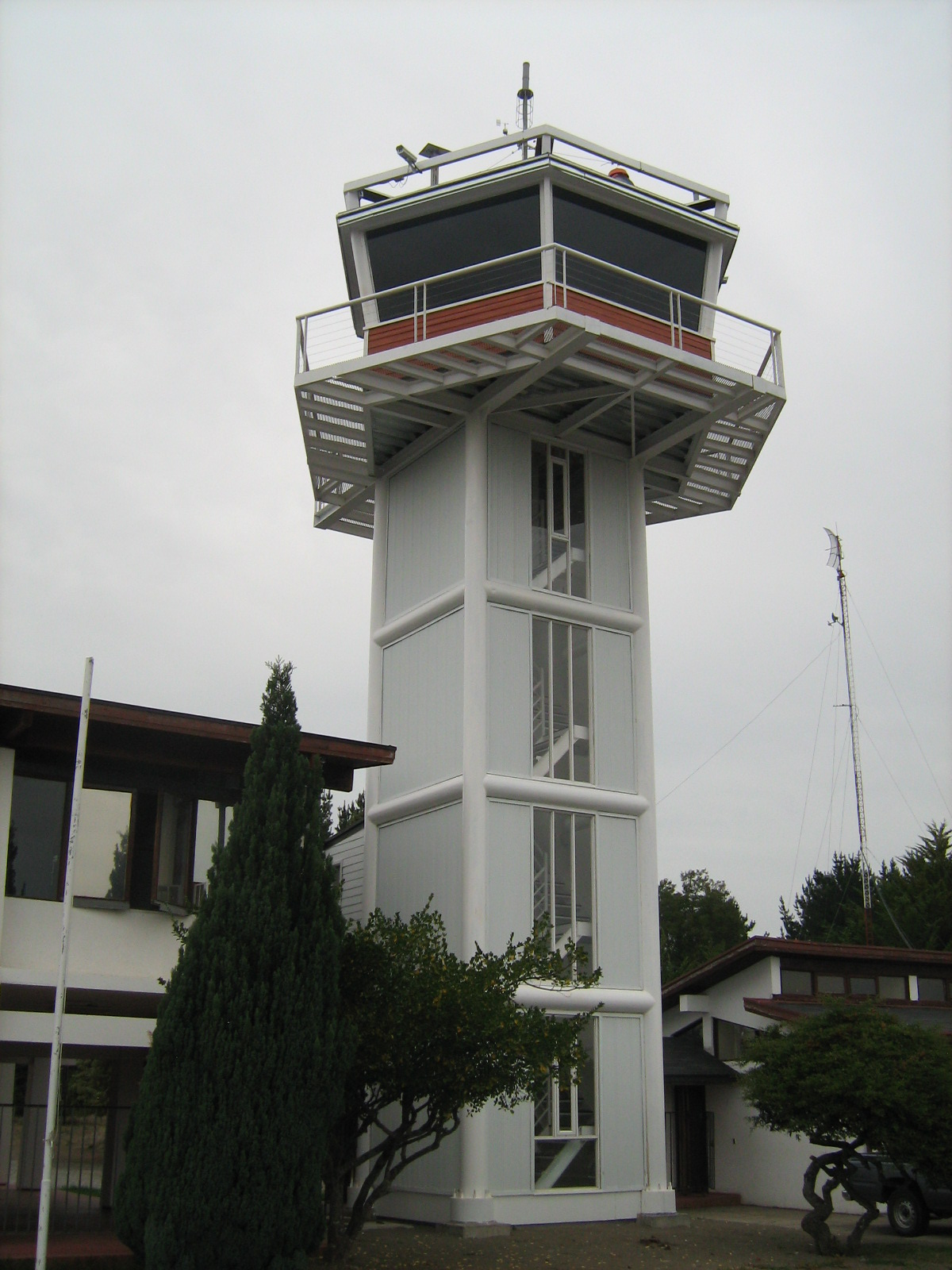
Nueva torre de control, en reemplazo de la dañada por el terremoto de Chile de 2010

## Historia
Este aeródromo fue inaugurado el día 21 de junio del año 1968 por el presidente de la República de la época, Eduardo Frei Montalva.
Para la construcción del aeródromo, el médico Alonso Acuña Rebolledo donó 106 hectáreas del fundo El Avellano, que fueron utilizadas anteriormente para la lechería y la ganadería. El nombre de la terminal corresponde al nombre de la madre del donante de los terrenos.
En la década de los 1990, después de los problemas causados por los irregulares flujos comerciales, se reanudaron los vuelos comerciales Los Ángeles-Santiago. En el año 1994 la empresa Ladeco comenzó sus vuelos comerciales con Santiago, poniendo a disposición de la comunidad aviones de los modelos Boeing 737-200, BAC 1-11 y BAE 146, entre otros. Finalmente, al cabo de unos años, Ladeco decidió terminar sus servicios a Los Ángeles debido a la baja demanda.
Actualmente la terminal no es servida por ninguna línea aérea de itinerario. Recibe vuelos de líneas privadas y corporativas, tales como Aerocardal, Los Cedros Aviación, Aviasur, Aeroandina y aeroambulancias. Además, atiende vuelos institucionales tanto de autoridades militares como de gobierno. Durante el periodo estival sirve como base estratégica para las aeronaves que combaten incendios forestales.

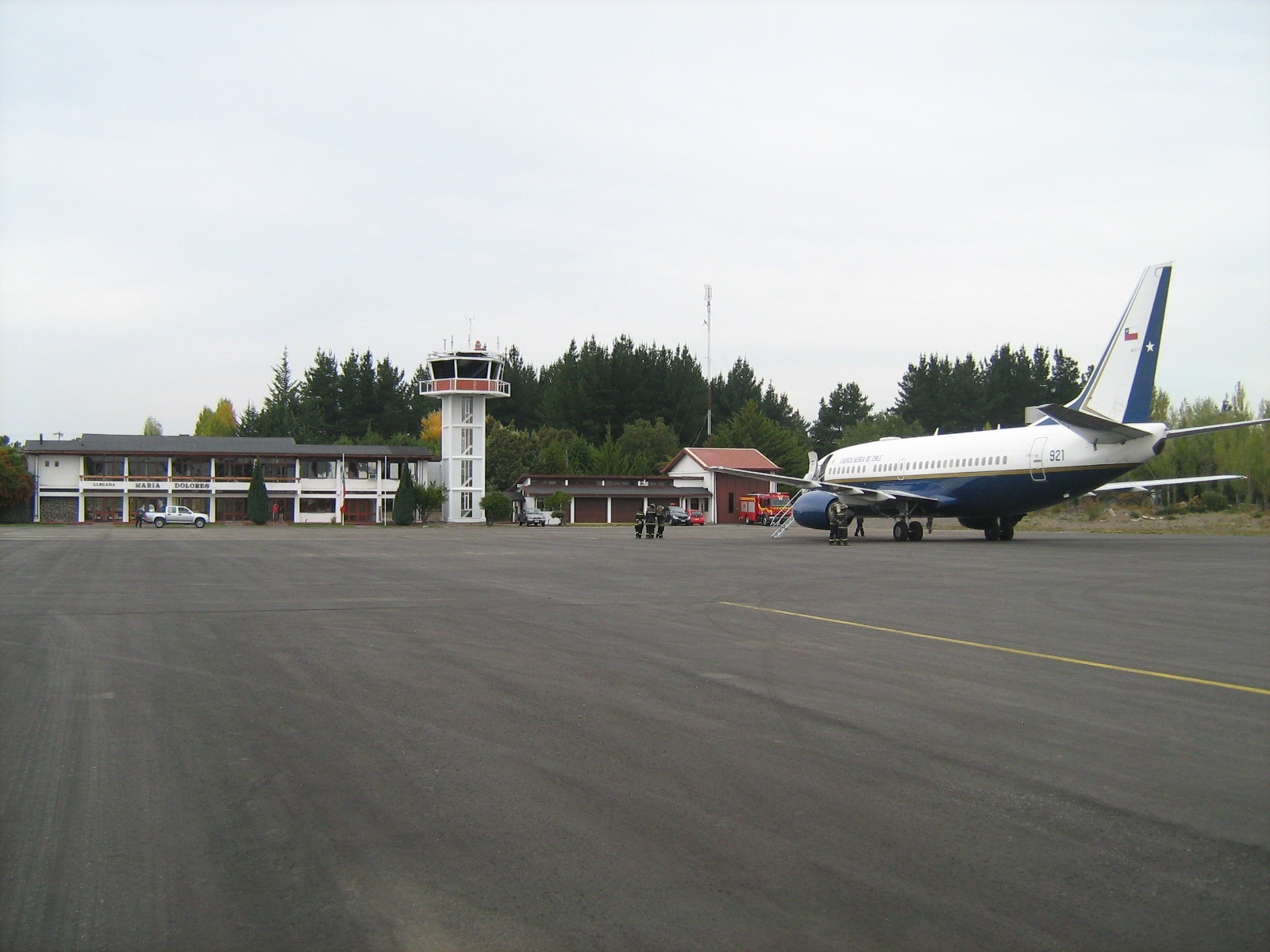
Boeing 737-58N en SCGE

## Infraestructura
La torre de control fue dañada seriamente luego del terremoto de Chile de 2010, por lo cual se demolió y reemplazó por una nueva a fines de 2010, manteniendo su ubicación y su estilo arquitectónico.
El recinto completo abarca un área de 900 m², entre los que se incluyen las diversas instalaciones, la torre de control, salas de espera, estacionamientos para vehículos, baños y una pista de aterrizaje de 1700x30 con luces de pista y radiofaro omnidireccional VHF (VOR).

## Aerolíneas y destinos

### En pruebas
JetSmart Los Ángeles - Santiago

## Aerolíneas que cesaron operación
- Avant Airlines
- LATAM Airlines
- Ladeco
- Alta